# 亨利·加洛
亨利·加洛（法語：Henri Galau，1897年7月18日—1950年2月1日），法国男子橄榄球运动员。他曾代表法国参加1924年夏季奥林匹克运动会橄榄球比赛，获得一枚银牌。